# Fundamentalizam
Fundamentalizam je tendencija pripadnika nekih skupina, kao i pojedinaca, da strogo doslovno interpretiraju i prate riječi neke svete knjige, dogme ili ideologije. Popratno tome, fundamentalizam naglašava važnost »čistoće« nekoga vjerovanja, zbog čega je razlika između sljedbenika i nesljedbenika ključno obilježje u sklopu fundamentalističkog svjetonazora. Osobe koje se smatraju »nečistima« time se označuju kao odlutale od nekog prijašnjeg ideala, dok su sljedbenici oni koji ga pokušavaju uzdržati. Termin fundamentalizma tipično se spominje u kontekstu religije kako bi se naznačilo praćenje skupine neupitnih, temeljnih vjerovanja (ili »fundamenata«).
Stručnjaci za religiju pojam fundamentalizma povezuju poglavito sa suvremenim fenomenom koji, iako je i sâm nova interpretacija vjerovanja prema modernističkim parametrima, materijalizira vjeru kao reakcija na modernističke, sekularne, liberalne i ekumenske tendencije unutar religije i šireg društva koje fundamentalisti smatraju tuđima svojoj vjerskoj tradiciji. Ovisno o kontekstu, etiketa »fundamentalističkog« katkad se koristi kao pejorativ umjesto neutralnog opisa vjerovanja, što je slično proglašavanju političkih vjerovanja »desničarskima« ili »ljevičarskima« uz negativne konotacije.

## Tipovi
- Svjetovni fundamentalizam
- Vjerski fundamentalizam
  - Budistički fundamentalizam
  - Hinduistički fundamentalizam
  - Islamski fundamentalizam
  - Kršćanski fundamentalizam
  - Židovski fundamentalizam